# Турко, Мирослав Филиппович
Юлиан-Мирослав Филиппович Турко (2 октября 1918, Мостиска — 29 сентября 1981, Львов) — польский и советский украинский футболист, нападающий команд «Сан» (Перемышль), «Спартак» (Львов) и ОДО (Львов). Тренер команд «Сельмаш» (Львов) и ОДО (Львов).
Учился в украинской гимназии в Перемышле, где и начал свои футбольные выступления. В 16 лет начал свою футбольную карьеру нападающим клуба «Сан» из Перемышля, который, вместе с львовской «Украиной», был одним из лучших украинских клубов львовской окружной лиги довоенной Польши.
В военные годы оказался на заработках в Австрии. В Вене пробовал свои силы в лучшем австрийском футбольном клубе — «Рапиде». После этого вернулся во Львов, играл за «Спартак» и ОДО (Львов). Завершил свою карьеру игрока в команде СКА и долгие годы был тренером этого клуба.